# Pygotettix botelensis
Pygotettix botelensis är en insektsart som beskrevs av Matsumura 1940. Pygotettix botelensis ingår i släktet Pygotettix och familjen dvärgstritar. Inga underarter finns listade i Catalogue of Life.